# Saša Stojanović
Saša Stojanović (Servisch: Саша Стојановић) (Pasi Poljana, 21 januari 1983) is een voormalig voetballer uit Servië die als middenvelder speelde.
Stojanović speelde in zijn eigen land voor Radnički Niš, waar hij werd ontdekt door PSV. Omdat zijn doorbraak in Eindhoven uitbleef werd de aanvaller in 2005 door PSV verhuurd aan FC Eindhoven. In het seizoen 2005/2006 kwam hij tot 35 wedstrijden voor Eindhoven en maakte daarin 6 doelpunten. In het seizoen 2007/2008 was Stojanović actief bij de West-Brabantse eerstedivisie club RBC Roosendaal. Na één seizoen ging eerst kort naar Milano Kumanovo in Macedonië maar maakte het seizoen 2009/10 af bij Aris Limassol uit Cyprus. In het seizoen 2010/11 speelde hij voor Hapoel Haifa in Israël en een seizoen later voor Ethnikos Achna in Cyprus. In 2012 keerde hij terug bij zijn jeugdclub Radnički Niš. In juni 2014 ging hij in Roemenië voor Universitatea Cluj spelen. Sinds januari 2015 komt Stojanović uit voor Rode Ster Belgrado. Hij won met de club de landstitel in het seizoen 2015/16 en keerde vervolgens wederom terug bij Radnički Niš. Daar beëindigde hij zijn carrière medio 2020 en werd vervolgens assistent-trainer.